# Henry Charles Swan
Henry Charles Swan (c. 1856 - 1931) fue un abogado inglés y colono de Nueva Zelanda. En 1901 o 1902, partió en un supuesto viaje en solitario en yate alrededor del mundo, pero en lugar de eso terminó navegando por un afluente mareal de Te Wai-o-Pareira / Henderson Creek, en la Isla Norte de Nueva Zelanda, donde vivió dentro de su yate durante al menos 25 años hasta su muerte.
Construyó Swan's Arch, que se convirtió en una estructura catalogada de categoría 2.

## Primeros años de vida
Nació c. 1856 en Gateshead, Inglaterra, hijo de Joseph y Ann Swan (de soltera Robson). No hay constancia de la profesión del padre de Swan, pero se cree que era un individuo rico, posiblemente un gran accionista de la «London and Great Eastern Railway Company» (presumiblemente la Great Eastern Railway). Se licenció en Derecho en la Universidad de Oxford y fue admitido en el Inner Temple. Swan trabajó en una de las firmas jurídicas más antiguas de Newcastle upon Tyne,  conocida como Arnott, Swan y Walker, que había sido fundada por su tío, desde 1880 hasta al menos 1891. Swan se casó con su esposa, Edith Mary Widdrington, en Ontario, Canadá, a los 25 años. Antes de partir hacia Nueva Zelanda, Swan había establecido un huerto en Northumberland debido a su interés por la botánica. Swan llegó a Nueva Zelanda con su esposa tiempo después de dejar su trabajo. Swan compró una sección de 28 hectáreas (69 acre) en Henderson junto a Henderson Creek en noviembre de 1898 por 220 libras. Esta sección se subdividió en 1915 y Swan conservó 5,3 hectáreas (13 acre).
Swan y su esposa vivían en Devonport, un suburbio de Auckland, y en 1901 o 1902 él navegó hacia el puerto a bordo del Awatea, el yate que Swan compró en 1900. La mayoría de los informes indican que Swan le había dicho a la gente que iba a navegar alrededor del mundo.

## Vida en aislamiento
Durante su vida solitaria, Swan se involucró nuevamente en la botánica, reproduciendo plantas con el propósito de combatir las plagas de los huertos..
Una historia sobre Swan afirma que nadie había oído hablar de Swan desde su supuesto viaje hasta 1910, cuando dos muchachos que exploraban el puerto de Waitemata lograron remontar el río en su bote. Se encontraron con un yate y unos cultivos de frutales junto al propio Swan. A pesar de los informes que indican que Swan era un completo recluso y fue «descubierto» en 1910 después de años de aislamiento, hay evidencia de que esto es falso o una historia muy distorsionada. Swan fue miembro de la Junta del Dominio Plumer desde 1907 hasta 1923 y ayudó a crear el dominio. Se sabía que la esposa de Swan se reunía con él todos los viernes en la estación de tren de Henderson. Swan también tenía su lugar de residencia registrado como Henderson en el censo electoral de 1905.
Algunos lugareños conocían a Swan como el «ermitaño de Henderson».
Swan estudió teología y astronomía durante sus años en el barco. Los niños del lugar venían a visitarlo y él les enseñaba sobre el cielo y cómo nadar.
Su muerte fue anunciada vía telegrama el 12 de noviembre de 1931. Murió el 7 de noviembre en una propiedad de Edmonton Road, mientras era atendido por los vecinos. Fue incinerado en el cementerio de Waikumete.
A su muerte, su patrimonio de 35 000 libras fue legado a su esposa, que todavía vivía en Devonport. Su esposa permaneció en Devonport hasta su muerte. Swan y su esposa no tuvieron hijos.

## Legado
Su muerte se informó en todo el país y también en Tyneside, Inglaterra. Se le describió como un «abogado brillante» y un «inglés excéntrico». Se difundieron rumores de que su patrimonio valía 250 000 libras. En realidad su patrimonio valía menos de 35 000 libras.
Una persona que conoció a Swan recordó que éste había desenterrado una manzana y se la había ofrecido. Swan afirmó que la manzana tenía 25 años y que había utilizado un método científico para conservarla. Un cisne de manzana propagado, conocido como el Golden Swan, era muy conocido en West Auckland.
Ha sido recordado como un hombre amable y caritativo que daba su dinero a los necesitados. Su obituario lo describió como un filántropo que «liberalmente» daba a la caridad y a los pobres.
Lucy Cranwell-Smith, una botánica muy respetada, reconoce que Swan contribuyó a fomentar su interés y aprendizaje sobre la botánica.
La novela de Maurice Shadbolt, Dove on the Waters, está inspirada en la vida de Swan.

### Awatea
El yate de Swan fue sacado del arroyo varios años después de su muerte y luego fue restaurado. En los años 90 todavía se navegaba.

## Galería

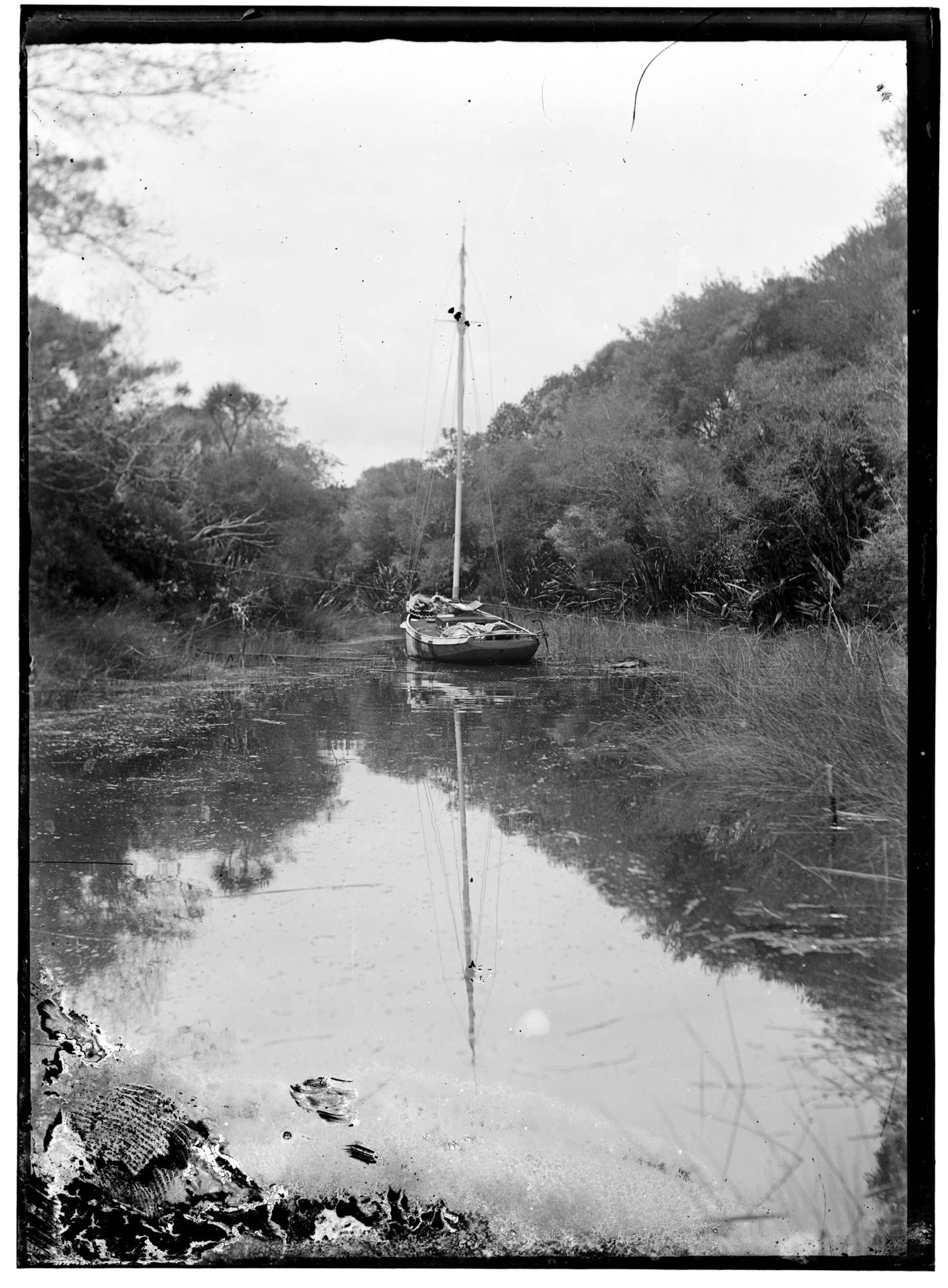
El Awatea amarrado en Henderson Creek, poco después de la muerte de Henry Charles Swan.
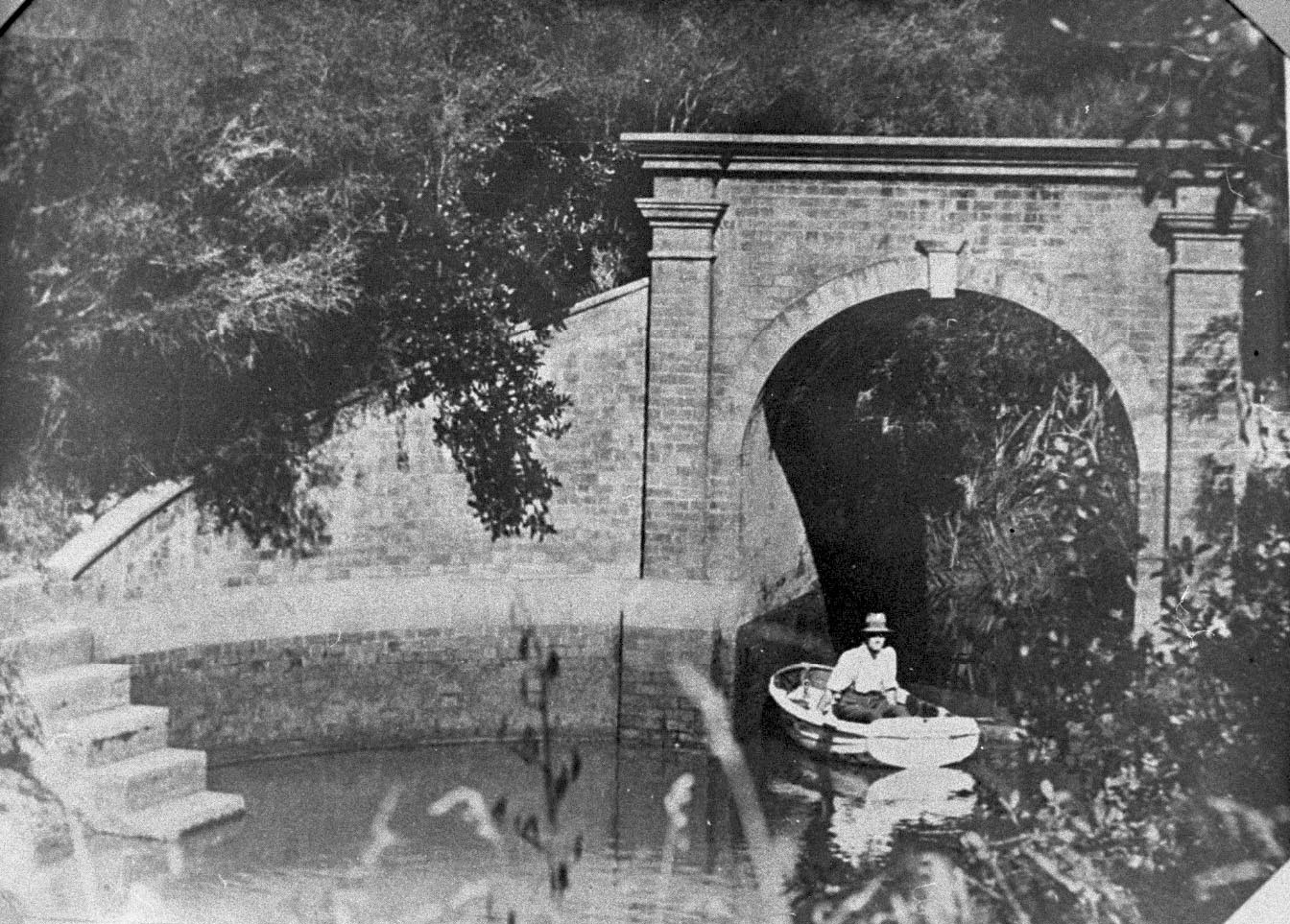
Un hombre en un bote junto a Swan's Arch, alrededor de 1920. El arroyo afluente que se muestra aquí fue redirigido para fluir a través de una tubería.
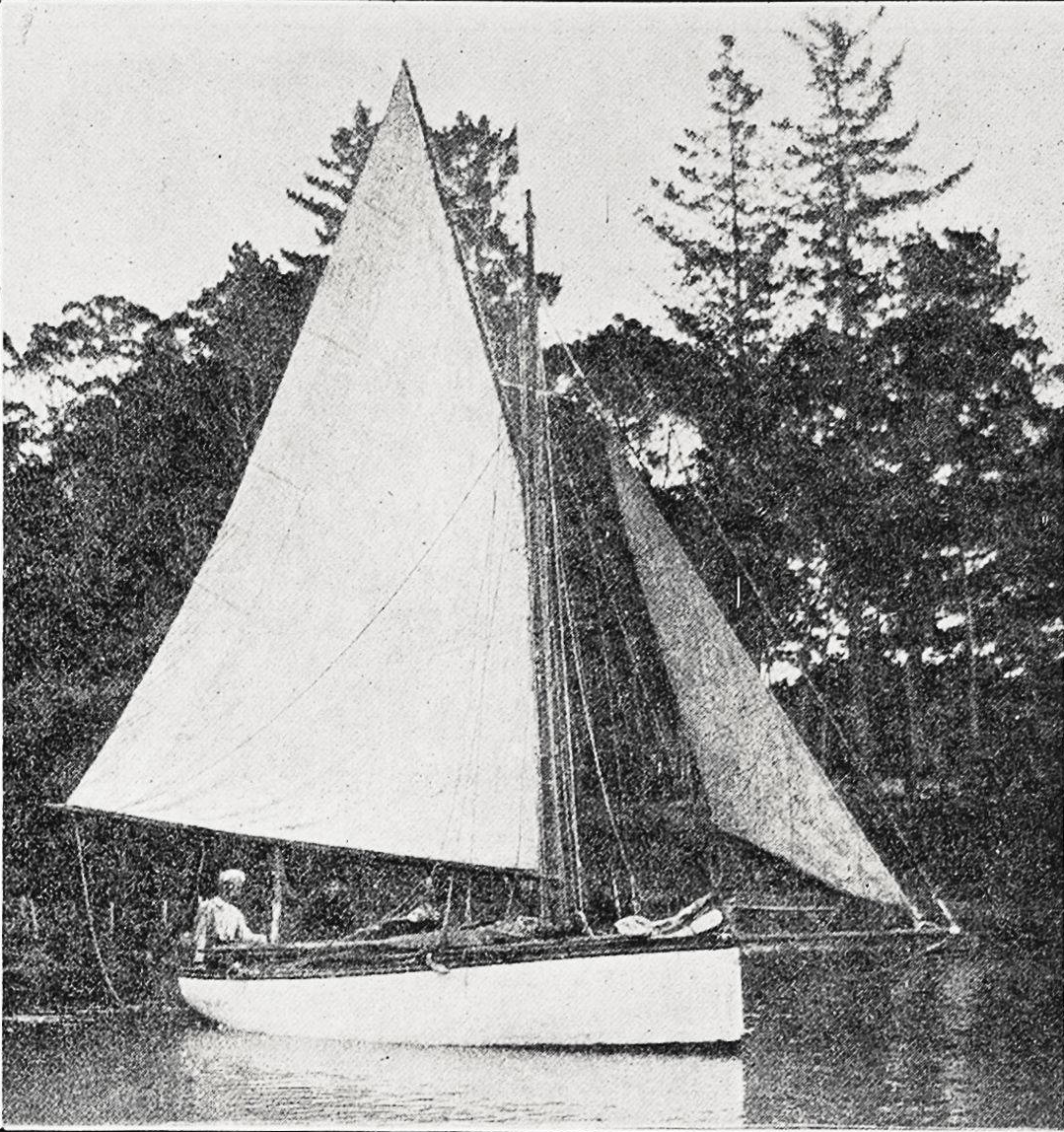
El Awatea.